# Єльськ (станція)
Єльськ (біл. Ельск) — проміжна залізнична станція Гомельського відділення Білоруської залізниці на двоколійній неелектрифікованій лінії Калинковичі — Словечно. Розташована у місті Єльськ Єльського району Гомельської області між станціями Словечно та Михалки.

## Пасажирське сполучення
На станції зупиняються поїзди регіональних ліній економкласу сполученням Калинковичі — Словечно.